# Venture to the Moon
Venture to the Moon (1956) conține șase povestiri science fiction legate între ele scrise de Arthur C. Clarke care au apărut prima dată în Evening Standard.

## Conținut
1. "The Starting Line"
2. "Robin Hood FRS"
3. "Green Fingers"
4. "All that Glitters"
5. "Watch this Space"
6. "A Question of Residence"

## Legături externe
- en  Istoria publicării lucrării Venture to the Moon la Internet Speculative Fiction Database

## Vezi și
- Bibliografia lui Arthur C. Clarke